# فيلق البانزر 41
فيلق البانزر 41 (بالألمانية: X

XXXI. Panzerkorps) هو أحد فيالق البانزر (الفيالق المدرعة أو فيالق الدبابات) التي شارك بها الجيش الألماني في حروب ومعارك الحرب العالمية الثانية.

## الإنشاء
تم تكوين الفيلق يوم 5 فبراير عام 1940 في المنطقة العسكرية الثامنة (سيليزيا) وسمي «الفيلق الـ41»، أعيد تنظيمه بعد ذلك ليعرف بـ «فيلق البانزر 41» في شهر جويلية وتم وضعه تحت قيادة الجنرال جورج هانز راينهاردت. في ماي 1940 شارك الفيلق في معركة فرنسا حيث كان من بين ثلاث فيالق قامت بالاختراق من منطقة الأردين خلال معركة سيدان واستمر بالزحف نحو شواطئ الأطلسي إلى غاية بلوغ مدينة ابفيل. في أواخر 1940، كان مقررا للفيلق أن يشارك في عملية «أسد البحر» وهي خطة ألمانية لاحتلال بريطانيا وأن يكون في أولى موجات الانزال الألماني على شواطئ المملكة المتحدة. لكن العملية لم تتم مطلقا.

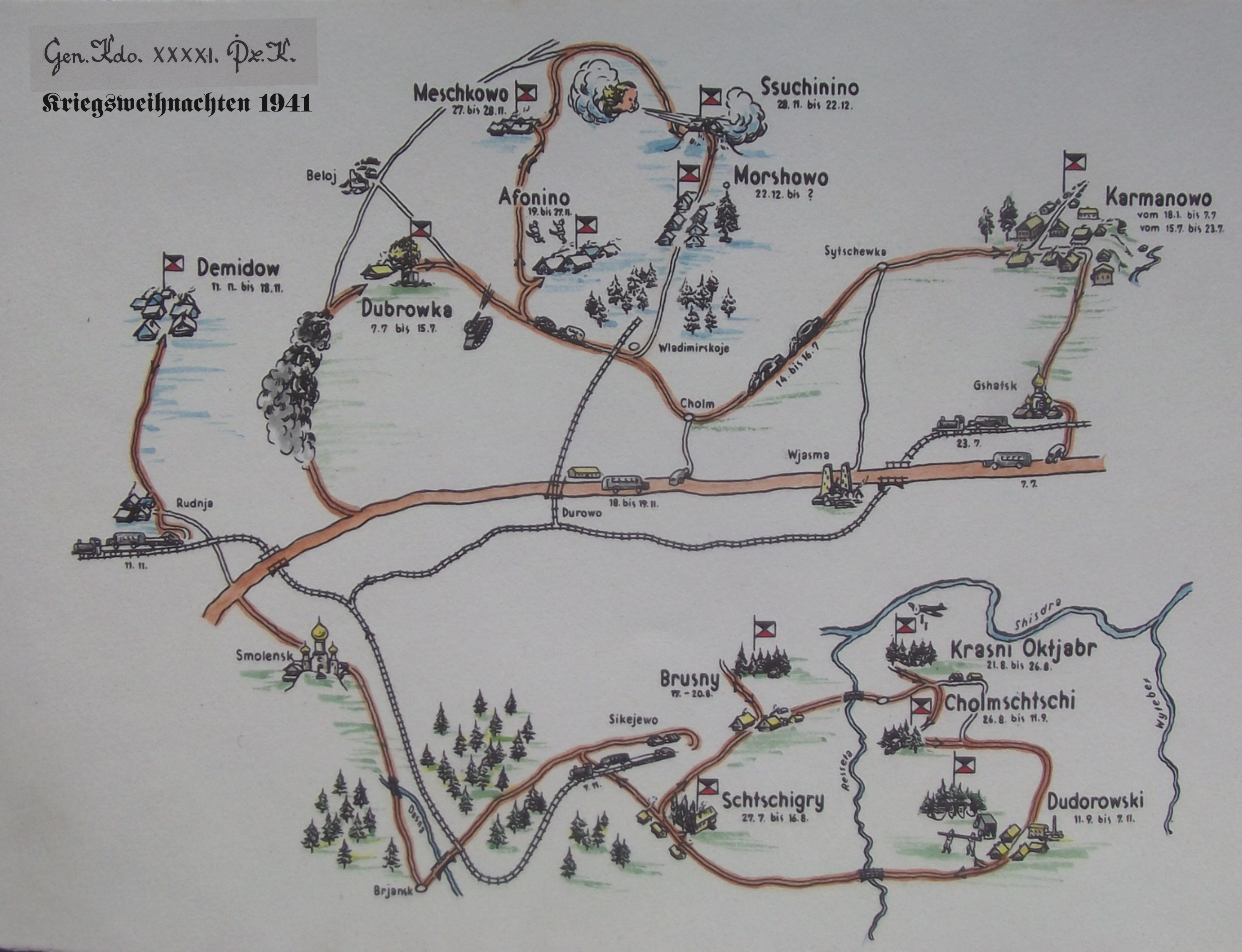
مسار معارك فيلق البانزر 41 بين جويلية وديسمبر 1941

في سنة 1941، تم الحاقه بـمجموعة الجيوش الشمالية واعادة نشره بالجبهة الشرقية تمهيدا لعملية بارباروسا الهادفة لاحتلال الاتحاد السوفياتي. تمكن فيلق البانزر 41 من هزم كل من الفيلق الميكانيكي 12 والفيلق الميكانيكي 3 السوفياتيين في معركة راسينيياي في أواخر شهر جوان 1941، حيث تم فيها تدمير أكثر من 300 دبابة سوفياتية، وواصل الفيلق ريادة التقدم الهجومي لمجموعة الجيوش الشمالية إلى ضواحي لينينغراد في أواخر شهر أكتوبر.
سنة 1942، أعيد تنظيمه وألحق بـالجيش الثاني بانزر التابع لـمجموعة الجيوش الوسطى، حيث خاض عمليات ضد المقاومين السوفيات (الـبارتيزان) في كل من يارتسيفو، فيازما ودوخوفشتشينا.
في مارس 1943، خاض الفيلق المعارك في عدة مناطق بالاتحاد السوفياتي مثل سمولينسك، كرومي وبريانسك ثم حارب في سفسك، تروبشرسك وبونيري. ليشارك بعدها في معركة كورسك. طول هذه الفترة تغير إلحاق الفيلق عدة مرات بين الجيش الثاني بانزر والجيش التاسع.
ما بين جوان وجويلية 1944، صار الفيلق في حالة شبه دمار بعد الهجوم الصيفي السوفياتي «عملية باغراتيون»، وكان بحاجة لاعادة بناء كامل. وكجزء من الجيش الرابع الذي تم إعادة بنائه، واجه هجوم بروسيا الشرقية السوفياتي في شهر جانفي 1945. وبعد أسابيع من القتال حوصرت فرقه في جيب هايليقنبايل على شاطئ بحر البلطيق، وانتهى بها الأمر إلى التدمير بحلول شهر مارس.

## القادة
- 5 فبراير 1940، الفريق جورج هانز راينهاردت[3]
- 5 أكتوبر 1941، الفريق اوتو ارنست اوتنباخر[3]
- 1 نوفمبر 1941، لواء قوات البانزر فالتر مودل[3]
- 10 جوزيلية 1942، لواء قوات البانزر جوزيف هارب
- 15 أكتوبر 1943، لواء المدفعية هيلموت فايدلينغ
- 19 جوان 1944، الفريق ادموند هوفمايستر
- 1 جويلية 1944، لواء المدفعية هيلموت فايدلينغ (مرة ثانية)
- 10 أفريل 1945، الفريق فاند فون فيترسايم
- 15 أفريل 1945، الفريق رودولف هولسته

## ساحات المعارك
- الجبهة الشرقية، المنطقة الوسطى: جويلية 1942 - ديسمبر 1944
- بروسيا الشرقية: ديسمبر 1944 - مارس 1945
- برلين: مارس 1945 - ماي 1945